# Aino Kallio-Ericsson

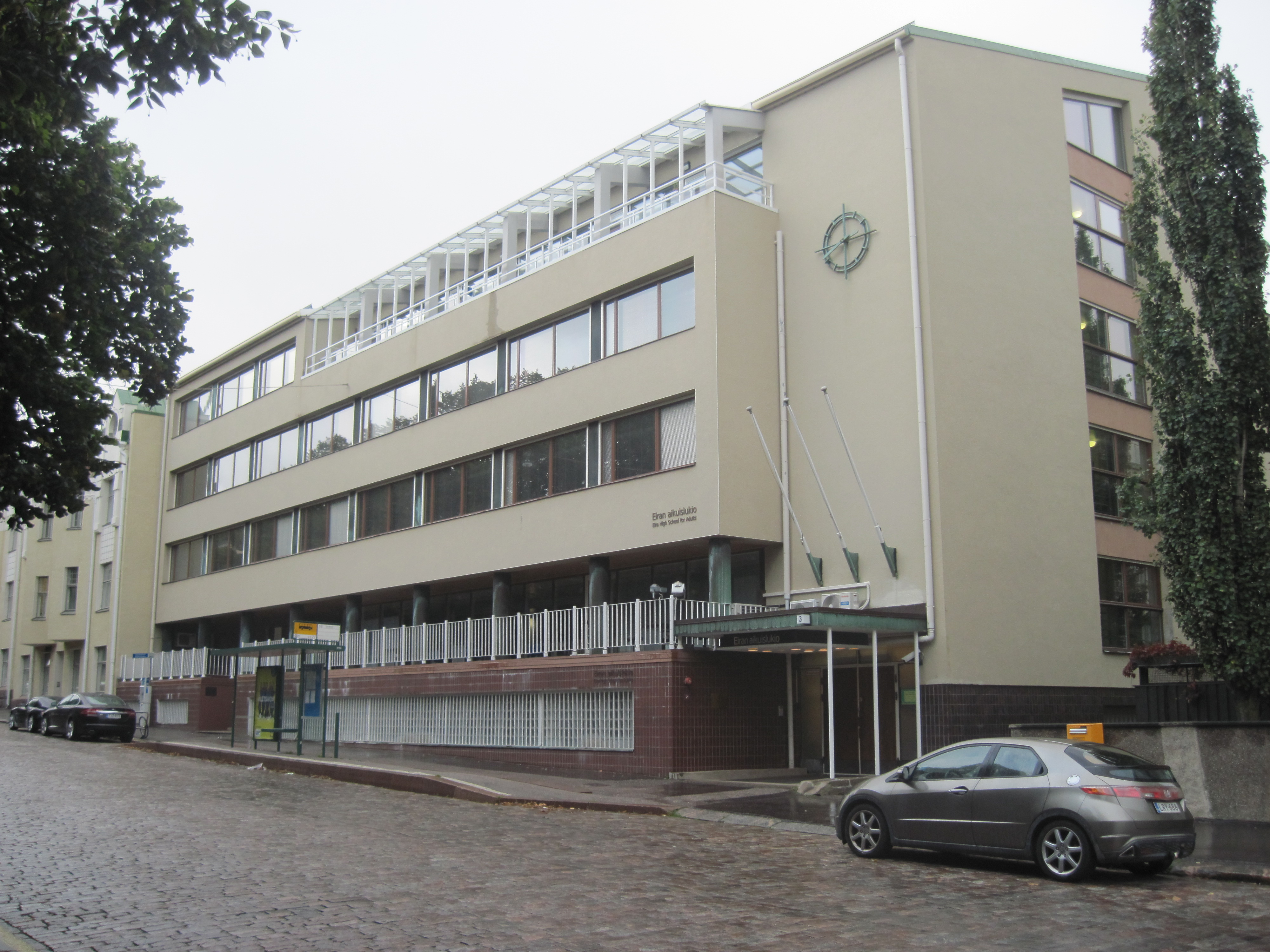
Fransk-finska skolan i Helsingfors, numera Eira vuxengymnasium, 1956

Aino Kallio-Ericsson, född 25 maj 1917 i S:t Michel, död 20 maj 2018 i Helsingfors, var en finländsk arkitekt.
Aino Kallio-Ericsson tog examen som arkitekt 1943. Som student arbetade hon för Yrjö Lindegren och Risto-Veikko Luukkonen och 1942–1945 på Alvar Aaltos kontor. Efter att ha gift sig med majoren Gunnar Ericsson 1945, arbetade hon 1945–1947 i Stockholm och sedan i Finland som kontorsarkitekt på Viljo Revells arkitektkontor. Aino Kallio-Ericsson hade ett eget arkitektkontor i Helsingfors sedan 1950-talet.
Kallio-Ericsson grundade sitt eget kontor 1962, men även dessförinnan arbetade han självständigt och ibland i samarbete, särskilt med Veikko Malmio. Kallio-Ericsson drev eget kontor fram till 1986.
Kallio-Ericssons mångskiftande arkitektkarriär omfattade ett stort antal olika designprojekt, varav merparten var olika privata hus. Hon ritade också många industribyggnader, kontorsbyggnader och sjukhus och var särskilt förtrogen med äldreboenden. Hon utförde också ett stort antal olika renoveringar, varav den viktigaste förmodligen var omvandlingen av Kulosaari Hotel, ritat av Lars Sonck, till Wihuri Oy:s huvudkontor 1963.
Finlands arkitekturmuseum har en samling av Kallio-Ericssons ritningar som omfattar material från totalt fem decennier och närmare 70 individuella planer.
Aino Kallio-Ericssons absoluta huvudverk kan betraktas som Franska skolan belägen på Laivurinkatu i Helsingfors från 1956. Idag är skolan känd som Eira vuxengymnasium. Byggnaden fanns inte med i tidningen Arkkitehti vid den tiden, men Heikki Havas, en av 1950-talets mest kända och bästa arkitekturfotografer, tog en underbar serie fotografier av den.
Den franska skolans arkitektur innehåller referenser till de välkända modernistiska principerna i Le Corbusier i synnerhet. Byggnaden är upphöjd på pelare och första våningen bildar ett skyddande regntak. Fönsterbandsfasaden är delvis indragen på båda sidor av byggnaden på fjärde våningen. Detta har skapat utrymme för takterrasser som framhävs av starka betongstöd.
Kallio-Ericssons intresse för Le Corbusiers arkitektur är också tydligt i Finlands arkitekturmuseums samlingar: bland det material hon donerade till museet finns en intressant serie fotografier som Kallio-Ericsson själv tagit av Le Corbusiers Ronchamp-kapell.

## Verk i urval
- Hjältesminnesmärke vid Pukkilas kyrka, 1948 (tillsammans med Reino Koivula)
- Månsass ålderdomshem, Helsingfors, 1951 (tillsammans med Veikko Malmio)
- Villa Wahlfors, Toppelund, Esbo, 1951 (tillsammans med Veli Paatela)
- Fransk-finska skolan i Helsingfors, Skeppargatan 3, 1956, nu Eira vuxengymnasium
- Etseris regionsjukhus, 1959
- Ombyggnad av det tidigare hotellet på Brändö till huvudkontoret för Wihuri Oy, 1973
- Tillbyggnad av Mänttäs regionsjukhus, 1970–1973